# Шацкая, Валентина Николаевна
Валентина Николаевна Шацкая (26 мая [7 июня] 1882, село Горки, Тверская губерния, Российская империя — 19 марта 1978, Москва, СССР) — русский и советский педагог, академик АПН РСФСР (1950), основоположница музыкально-эстетического воспитания в СССР. Супруга и сподвижница С. Т. Шацкого.

## Биография
Валентина Николаевна родилась 26 мая (7 июня по новому стилю) 1882 года в с. Горки Тверской губернии в роду Демьяновых. Её отец Н. Я. Демьянов был известным учёным-химиком, впоследствии академиком АН СССР. Семья была многодетной, всего в семье было 9 детей.
С детства у них воспитывали любовь к искусству.
С 5-летнего возраста Валентина начала учиться игре на фортепиано у своей матери, позже — у А. Менцель (сестры известного немецкого художника А. Менцеля). Первый учитель В. Н. Демьяновой — профессор А. Ф. Фортунатов — во многом повлиял на становление её личности.
В 1898 г. окончила Первую московскую женскую гимназию и музыкальную школу В. И. Вильберга. В том же году она поступила на историческое отделение курсов воспитательниц и учительниц, где занималась до 1901 г.
С 1902 г. училась в Московской консерватории (класс В. И. Сафонова) и окончила её с отличием в 1905 г.
Успешно гастролировала по России и странам Европы. Училась у Р. Пуньо в Париже. Имя В. Н. Шацкой занесено на мраморную доску выдающихся выпускников Московской консерватории. Несмотря на страстную увлечённость музыкой, в 1905 г. отказалась от карьеры пианистки и, по её собственному выражению, вовлеклась в «круговорот революционных волнений».
Начала свою педагогическую деятельность с преподавания в музыкальной школе.
В дальнейшем занималась организацией воспитания и обучения детей совместно с мужем — самодеятельным воспитателем и педагогом С. Т. Шацким (позже общепризнанным на этом поприще), архитектором А. У. 3еленко и их сподвижниками. Вместе со Станиславом Теофиловичем она трудилась в целом ряде учреждений внешкольного воспитания детей, которые тогда только начали появляться — первыми из них как раз были заведения Шацких и Зеленко: клубы общества «Сетлемент», колония «Детский труд и отдых». В 1911 году Шацкие организовали колонию «Бодрая жизнь», в которой Валентина Николаевна руководила эстетическим воспитанием. После 1919 года колония влилась в Первую опытную станцию по народному образованию Наркомпроса РСФСР. В. Н. Шацкая возглавляла музыкальное отделение станции.
В тридцатые годы С. Т. Шацкий назначен руководителем Московской Консерватории, а В. Н. Шацкая с 1932 по 1943 год являлась заведующей кафедрой музыкального воспитания консерватории, с 1935 года — на должности профессора. С 1937 по 1939 год В. Н. Шацкая являлась и. о. директора Московской консерватории .
С 1944 года, почти сразу после создания АПН РСФСР (в 1943 г.), В. Н. Шацкая пришла работать в её штат. С 1944 по 1946 заведовала кабинетом эстетического воспитания НИИ теории и истории педагогики. В 1948 году назначена на должность директора Института художественного воспитания АПН РСФСР и занимала эту должность до 1962 года. В 1949 году В. Н. Шацкая стала кандидатом педагогических наук. В 1947 году — избрана членом-корреспондентом АПН РСФСР, а в 1950 году — действительным членом АПН РСФСР. Состояла в Отделении педагогики.
В. Н. Шацкая скончалась 7 марта 1978 года в Москве. Похоронена вместе с С. Т. Шацким на Новом Донском кладбище.

## Вклад в развитие педагогики
В. Н. Шацкая является одним из основоположников музыкально-эстетического воспитания в СССР.
В. Н. Шацкая подходила к вопросу воспитания системно. Она отмечала, что воспитание должно происходить с привлечением и взаимодействием разных видов искусства. В её работах показано, что эстетическое воспитание должно присутствовать во всей системе образования во всём многообразии форм обучения и воспитания как в основном, так и в дополнительном образовании. В. Н. Шацкая не отделяла музыкальное воспитание от нравственного и считала, что они напрямую взаимодействуют.
По мнению В. Н. Шацкой, способности слушать и слышать музыку поддаются воспитанию и тренировке в ходе обучения, но лишь в пределах, данных Природой.
Так, в книге «Бодрая жизнь», вспоминая свои занятия с ребятами, она пишет о встречавшихся ей «совершенно лишённых слуха» детях, «подтянуть» сколько-нибудь заметно и в обозримое время которых, даже при всех талантах и подготовке их руководительницы, не представлялось возможным:

Начинали всегда маленькие: они поют одноголосные песенки Бекмана, Ребикова, Чеснокова. Тут же поёт кое-кто из средних. Затем следовали народные русские песни, в которых принимали участие все, кроме, может быть, 3—4 ребят, совершенно лишённых слуха.

Валентина Николаевна также неоднократно указывала, что на занятиях первым делом желательно пробудить увлечение и потребность в музыке, а лишь потом уделять внимание техническим навыкам:

Какая масса людей, не одарённых специальными способностями, тратит время на приобретение технических навыков, учится долгие годы, выучивает несколько вещей, которые может исполнять «прилично», но о музыке, о музыкальных переживаниях, мыслях, интересах знает очень мало! Не лучше ли начать с того, чтобы разбудить и укрепить потребность в искусстве, дать возможность музыкального удовлетворения, понимания и живой работы в этом искусстве?

Большое значение имеет положение В. Н. Шацкой о том, что полноценное восприятие музыки и развитие художественного вкуса достигаются при условии целенаправленного педагогического руководства. Учитель должен не только осуществлять музыкальную работу с учащимися, но и быть центральной фигурой в организации эстетической жизни школы. В. Н. Шацкая — инициатор создания специальных музыкально-педагогических факультетов в консерваториях. Она впервые разработала основной курс для вузов по музыкальному воспитанию детей («Методика музыкальной работы в школе»). В 30-е годы В. Н. Шацкая принимала деятельное участие в работе Наркомпроса по разработке программ для средней школы, по созданию учебных пособий и методических разработок для преподавателей детских садов, школ, педагогических училищ. В. Н. Шацкая была одним из инициаторов создания в СССР детского музыкального радиовещания.

### Труды
- Шацкая В. Н., Шацкий С. Т. Бодрая жизнь. Из опыта детской трудовой колонии.. М., «Грамотей», 1915 г. (дореволюц. орфография, фото) на портале Б-ки им. Ушинского.
- Шацкая В. Н. Музыка в детском саду. — М., 1917, 1923.
- Шацкая В. Н. и др. Учебное пособие по пению. — М., 1949.
- Шацкая В. Н. Музыка в школе. — М., 1950.
- Шацкая В. Н. Эстетическое воспитание детей в семье. — М., 1954.
- Шацкая В. Н., Локшин Д., Давыдова Г. Уроки пения в VII—VIII классах. Методическое пособие для учителей пения. — Л., 1962.